# Данило Тасоски
Данило Тасоски (грч. Οσιος Δανιηλ εν τω Θασιω)) је био православни светитељ из 8. века.

## Биографија
Данило је рођен на Тасосу и живео је за време иконоборачког цара Константина V Копронима (741 - 775). Када је Јоаникије Велики дошао на острво Тасос да отера змије, Данило га је следио као ученик. Данило је постао пустињак и повукао се у пећину у пустом месту на острву. Многи острвљани су му пришли и постали његови ученици. Уз њихову помоћ, подигао је манастир на малом острву Крамбуса. Упокојио се у дубокој старости и сахрањен је у манастиру који је подигао.
Сахрањен је 12. септембра. На острву је 1991. године подигнута црква "Свети Данило Тасоски". 
Православна црква помиње Данила Тасоског 12. септембра.